# Ekonomia polityczna (książka)
Ekonomia polityczna – dzieło Oskara Langego, polskiego ekonomisty, którego pierwszy tom ukazał się w roku 1959, a pierwszych śladów dotyczących tej tematyki można się doszukiwać już w roku 1935 w artykule „Marxian Economics and Modern Economic Theory”. W założeniu autora Ekonomia polityczna miała być monografią obejmującą całokształt najważniejszych zagadnień ekonomii politycznej i jednocześnie stanowiącą usystematyzowanie wyników jego dorobku naukowego.

## Systematyka książki
Książka Ekonomia polityczna dzieli się na trzy tomy. Pierwszy tom dotyczy zagadnień ściśle metodologicznych. Opisane zostały kwestie dotyczące ekonomii politycznej jako przedmiotu, usystematyzowane zostały prawa ekonomiczne, oraz nakreślono rolę społeczną ekonomii. Tomy drugi i trzeci w założeniu miały ukazywać teoretyczny zakres ekonomii. Zawierały podstawowe pojęcia z dziedziny ekonomii politycznej – teorię produkcji i reprodukcji, teorię akumulacji i wzrostu gospodarczego, teorię wymiany i wartości. Dokonywały także syntezy prawa ekonomii kapitalizmu i socjalizmu.

## Poglądy
Poglądy Langego w kwestii ekonomii politycznej w latach 30. i 40. XX wieku były kontrowersyjne i stanowiły zupełną odmienność od tych ogólnie przyjętych. Największe różnice ukazywały się przy pojęciu ekonomii. Choć pierwotnie Lange popierał częściowo zarówno poglądy szkoły neoklasycznej, jak i marksistowskiej, to w ramach swoich rozważań na łamach Ekonomii politycznej uznał teorię marksistowską jako jedyną mającą racjonalny sens. Uznał marksistowską definicję ekonomii za bardziej postępową i precyzyjną. Oskar Lange w Ekonomii politycznej dokonał próby syntezy ogólnych praw ekonomii w racjonalnym odniesieniu do historii i społeczeństwa.

## Krytyka społeczności ekonomistów
Wydanie pierwszego tomu Ekonomii politycznej wywołało ożywioną reakcję wśród ekonomistów polskich i światowych. Największe kontrowersje wywołały odniesienia do marksistowskich teorii ekonomii politycznej oraz jej relacji z prakseologią. Pierwotnie dzieło Langego spotykało się z niezgodnością przedstawianych w nim poglądów. Później jednak jego poglądy stały się podstawą wykładni kwestii ekonomii politycznej. W 1964 roku Uniwersytet Jagielloński przyznał Oskarowi Lange tytuł doktora honoris causa. Profesor Piwowarski podczas ceremonii wskazywał doniosłość dzieła Ekonomii politycznej dla dorobku życiowego twórcy, ale także dla „rozwoju myśli ekonomicznej”.